# إنديانا جونز والحملة الأخيرة
إنديانا جونز والحملة الصليبية الأخيرة (بالإنجليزية: Indiana Jones and the Last Crusade) ، هو فيلم الإثارة والمغامرات لعام 1989، ويعد هذا الفيلم الجزء الثالث من سلسلة أفلام إنديانا جونز، من بطولة هاريسون فورد. الفيلم هو تكملة مباشرة لفيلم سارقو التابوت الضائع، عاد هاريسون فورد في الدور الرئيسي، بينما قام شون كونري بدور والده، ومن بين أعضاء فريق التمثيل الآخرين أليسون دودي، ودنهولم إليوت، وجوليان جلوفر، وريفر فينيكس، و جون ريس ديفيز. تجري أحداث القصة عام 1938، عندما يبحث إنديانا جونز عن والده، الباحث في الكأس المقدسة، الذي اختطفه النازيون واحتجزوه كرهينة أثناء رحلة للعثور على الكأس المقدسة.